# József Attila lakótelep
József Attila lakótelep est un quartier de grands ensembles résidentiels de Budapest, situé dans le 9e arrondissement. Ancienne sous-division administrative, il fait désormais partie du quartier de Külső-Ferencváros, créé en 2012.